# David Hasselhoff/Diskografie
Diese Diskografie ist eine Übersicht über die musikalischen Werke des US-amerikanischen Pop-Sängers David Hasselhoff. Den Quellenangaben und Schallplattenauszeichnungen zufolge hat er bisher mehr als 3,1 Millionen Tonträger verkauft. Seine erfolgreichste Veröffentlichung ist das Album Crazy for You mit über 750.000 verkauften Einheiten. Seine Erfolge beschränkten sich weitgehend auf den deutschsprachigen Raum. In seinem Heimatland USA erreichte keines seiner Lieder und Alben die Charts; auch in Großbritannien war sein Erfolg gering.

## Alben

### Studioalben
| Jahr | Titel                      | Höchstplatzierung, Gesamtwochen/‑monate, AuszeichnungChartplatzierungen (Jahr, Titel, Platzierungen, Wochen/Monate, Auszeichnungen, Anmerkungen) | Höchstplatzierung, Gesamtwochen/‑monate, AuszeichnungChartplatzierungen (Jahr, Titel, Platzierungen, Wochen/Monate, Auszeichnungen, Anmerkungen) | Höchstplatzierung, Gesamtwochen/‑monate, AuszeichnungChartplatzierungen (Jahr, Titel, Platzierungen, Wochen/Monate, Auszeichnungen, Anmerkungen) | Höchstplatzierung, Gesamtwochen/‑monate, AuszeichnungChartplatzierungen (Jahr, Titel, Platzierungen, Wochen/Monate, Auszeichnungen, Anmerkungen) | Anmerkungen                                                  |
| Jahr | Titel                      | DE | AT | CH | UK | Anmerkungen                                                  |
| ---- | -------------------------- | --- | --- | --- | --- | ------------------------------------------------------------ |
| 1985 | Night Rocker               | DE30 (10 Wo.)DE | AT1 Platin · (4½ Mt.)AT | — | — | Erstveröffentlichung: 1985 Verkäufe: + 50.000                |
| 1987 | Lovin’ Feelings            | DE16 (15 Wo.)DE | AT11 Gold · (2½ Mt.)AT | — | — | Erstveröffentlichung: 18. Oktober 1987 Verkäufe: + 25.000    |
| 1989 | Looking for Freedom        | DE5 Platin · (44 Wo.)DE | AT5 Platin · (21 Wo.)AT | CH3 ×3Dreifachplatin · (21 Wo.)CH | — | Erstveröffentlichung: 21. Juni 1989 Verkäufe: + 700.000      |
| 1990 | Crazy for You              | DE7 Platin · (27 Wo.)DE | AT1 ×2Doppelplatin · (31 Wo.)AT | CH1 ×3Dreifachplatin · (25 Wo.)CH | — | Erstveröffentlichung: 6. August 1990 Verkäufe: + 750.000     |
| 1991 | David                      | DE8 Platin · (24 Wo.)DE | AT1 ×2Doppelplatin · (28 Wo.)AT | CH7 Platin · (19 Wo.)CH | — | Erstveröffentlichung: 9. September 1991 Verkäufe: + 650.000  |
| 1992 | Everybody Sunshine         | DE21 Gold · (14 Wo.)DE | AT16 Gold · (13 Wo.)AT | CH17 Gold · (9 Wo.)CH | — | Erstveröffentlichung: 14. September 1992 Verkäufe: + 300.000 |
| 1993 | You Are Everything         | DE20 (10 Wo.)DE | AT10 Gold · (17 Wo.)AT | CH27 Gold · (7 Wo.)CH | — | Erstveröffentlichung: 22. November 1993 Verkäufe: + 50.000   |
| 1994 | Du                         | DE43 (9 Wo.)DE | AT21 (7 Wo.)AT | CH41 (6 Wo.)CH | — | Erstveröffentlichung: 17. Oktober 1994                       |
| 1997 | Hooked on a Feeling        | — | AT49 (1 Wo.)AT | CH41 (4 Wo.)CH | — | Erstveröffentlichung: 10. November 1997                      |
| 2004 | Sings America              | DE27 (3 Wo.)DE | AT11 (5 Wo.)AT | — | — | Erstveröffentlichung: 2. Februar 2004                        |
| 2004 | The Night Before Christmas | — | — | — | — | Erstveröffentlichung: 8. November 2004                       |
| 2011 | A Real Good Feeling        | DE26 (3 Wo.)DE | AT3 (6 Wo.)AT | CH53 (2 Wo.)CH | — | Erstveröffentlichung: 1. April 2011                          |
| 2012 | This Time Around           | — | — | — | — | Erstveröffentlichung: 27. Februar 2012                       |
| 2019 | Open Your Eyes             | DE57 (1 Wo.)DE | AT24 (3 Wo.)AT | CH72 (1 Wo.)CH | — | Erstveröffentlichung: 27. September 2019                     |
| 2021 | Party Your Hasselhoff      | DE4 (4 Wo.)DE | AT6 (3 Wo.)AT | CH14 (2 Wo.)CH | — | Erstveröffentlichung: 3. September 2021                      |

### Kompilationen
| Jahr | Titel                           | Höchstplatzierung, Gesamtwochen, AuszeichnungChartplatzierungen (Jahr, Titel, Platzierungen, Wochen, Auszeichnungen, Anmerkungen) | Höchstplatzierung, Gesamtwochen, AuszeichnungChartplatzierungen (Jahr, Titel, Platzierungen, Wochen, Auszeichnungen, Anmerkungen) | Höchstplatzierung, Gesamtwochen, AuszeichnungChartplatzierungen (Jahr, Titel, Platzierungen, Wochen, Auszeichnungen, Anmerkungen) | Höchstplatzierung, Gesamtwochen, AuszeichnungChartplatzierungen (Jahr, Titel, Platzierungen, Wochen, Auszeichnungen, Anmerkungen) | Anmerkungen                           |
| Jahr | Titel                           | DE | AT | CH | UK | Anmerkungen                           |
| ---- | ------------------------------- | --- | --- | --- | --- | ------------------------------------- |
| 1989 | Knight Lover - 17 Greatest Hits | DE36 (12 Wo.)DE | — | CH17 (10 Wo.)CH | — | Erstveröffentlichung: 2. Juli 1989    |
| 1995 | Looking for … the Best          | — | AT50 (1 Wo.)AT | — | — | Erstveröffentlichung: 9. Oktober 1995 |
| 2022 | Best of: Zum 70. Geburtstag     | — | AT67 (1 Wo.)AT | — | — | Erstveröffentlichung: 22. Juli 2022   |

Weitere Kompilationen
- 1991: Looking for Freedom
- 1993: Crazy for You
- 1994: Let It Be Me
- 1995: For All My Friends
- 1995: David Hasselhoff
- 1999: I Live for Love
- 1999: Watch Out for Hasselhoff
- 2000: Magic Collection
- 2001: The Very Best of
- 2004: Greatest Hits
- 2008: Das Allerbeste
- 2017: 30
- 2018: My Star
- 2019: BILD – Best of

## Singles

### Als Leadmusiker
| Jahr | Titel Album                                           | Höchstplatzierung, Gesamtwochen/‑monate, AuszeichnungChartplatzierungen (Jahr, Titel, Album, Platzierungen, Wochen/Monate, Auszeichnungen, Anmerkungen) | Höchstplatzierung, Gesamtwochen/‑monate, AuszeichnungChartplatzierungen (Jahr, Titel, Album, Platzierungen, Wochen/Monate, Auszeichnungen, Anmerkungen) | Höchstplatzierung, Gesamtwochen/‑monate, AuszeichnungChartplatzierungen (Jahr, Titel, Album, Platzierungen, Wochen/Monate, Auszeichnungen, Anmerkungen) | Höchstplatzierung, Gesamtwochen/‑monate, AuszeichnungChartplatzierungen (Jahr, Titel, Album, Platzierungen, Wochen/Monate, Auszeichnungen, Anmerkungen) | Anmerkungen                                                          |
| Jahr | Titel Album                                           | DE | AT | CH | UK | Anmerkungen                                                          |
| ---- | ----------------------------------------------------- | --- | --- | --- | --- | -------------------------------------------------------------------- |
| 1989 | Looking for Freedom                                   | DE1 Platin · (25 Wo.)DE | AT1 (4½ Mt.)AT | CH1 (32 Wo.)CH | — | Erstveröffentlichung: 1988 Verkäufe: + 500.000                       |
| 1989 | Is Everybody Happy? Looking for Freedom               | DE8 (14 Wo.)DE | — | CH8 (7 Wo.)CH | — | Erstveröffentlichung: 12. Juni 1989                                  |
| 1989 | Our First Night Together Night Rocker                 | — | — | CH14 (7 Wo.)CH | — | Erstveröffentlichung: 19. Juni 1989                                  |
| 1989 | Flying on the Wings of Tenderness Looking for Freedom | DE22 (17 Wo.)DE | — | — | — | Erstveröffentlichung: 25. September 1989                             |
| 1990 | Crazy for You                                         | DE18 (21 Wo.)DE | AT4 (19 Wo.)AT | CH21 (8 Wo.)CH | — | Erstveröffentlichung: 27. August 1990                                |
| 1990 | Freedom for the World Crazy for You                   | DE48 (6 Wo.)DE | AT30 (1 Wo.)AT | — | — | Erstveröffentlichung: 26. November 1990                              |
| 1991 | Do the Limbo Dance David                              | DE12 (22 Wo.)DE | AT1 Gold · (28 Wo.)AT | CH19 (8 Wo.)CH | — | Erstveröffentlichung: 1. Juli 1991 Verkäufe: + 25.000                |
| 1991 | Gipsy Girl David                                      | — | AT12 (12 Wo.)AT | — | — | Erstveröffentlichung: 13. Oktober 1991                               |
| 1991 | Hands Up for Rock ’n’ Roll David                      | — | AT30 (1 Wo.)AT | — | — | Erstveröffentlichung: 22. Dezember 1991                              |
| 1992 | Everybody Sunshine                                    | — | AT26 (4 Wo.)AT | CH27 (1 Wo.)CH | — | Erstveröffentlichung: 20. September 1992                             |
| 1993 | The Girl Forever Everybody Sunshine                   | DE78 (1 Wo.)DE | — | — | — | Erstveröffentlichung: 8. März 1993                                   |
| 1993 | If I Could Only Say Goodbye You Are Everything        | — | — | — | UK35 (2 Wo.)UK | Erstveröffentlichung: 1. November 1993                               |
| 1993 | Wir zwei allein You Are Everything                    | DE9 (11 Wo.)DE | AT4 Gold · (17 Wo.)AT | CH10 (12 Wo.)CH | — | Erstveröffentlichung: 29. Dezember 1993 Verkäufe: + 25.000; mit Gwen |
| 1997 | Hooked on a Feeling                                   | — | AT36 (2 Wo.)AT | — | — | Erstveröffentlichung: 30. November 1997                              |
| 2006 | Jump in My Car –                                      | — | AT61 (3 Wo.)AT | — | UK3 (5 Wo.)UK | Erstveröffentlichung: 2. Oktober 2006                                |

Weitere Singles
| - 1985: Do You Love Me - 1987: Life Is Mostly Beautiful With You - 1989: Song of the Night - 1989: Torero – Te Quiero - 1989: Lonely Is The Night - 1990: Je t’aime Means I Love You - 1991: Let’s Dance Tonight - 1991: Are You Still In Love With Me - 1992: Casablanca - 1992: Darling I Love You - 1993: Dance Dance d’Amour - 1994: The Best Is Yet to Come - 1994: Summer of Love - 1994: Du | - 1996: Looking for Freedom (The Oliver Lieb Remixes) - 1997: More Than Words Can Say - 2004: City of New Orleans - 2011: It’s a Real Good Feeling - 2011: California Girl - 2013: Am I Ever Gonna See Your Face Again - 2015: True Survivor - 2019: (You Made the) Summer Go Away (feat. Jasmin Wagner) - 2019: Open Your Eyes - 2021: The Passenger - 2021: (I Just) Died in Your Arms - 2021: Sweet Caroline - 2021: I Was Made for Lovin’ You - 2022: Damnit I love You (mit Matthias Reim) |

### Als Gastmusiker
| Jahr | Titel Album                                      | Höchstplatzierung, Gesamtwochen, AuszeichnungChartplatzierungen (Jahr, Titel, Album, Platzierungen, Wochen, Auszeichnungen, Anmerkungen) | Höchstplatzierung, Gesamtwochen, AuszeichnungChartplatzierungen (Jahr, Titel, Album, Platzierungen, Wochen, Auszeichnungen, Anmerkungen) | Höchstplatzierung, Gesamtwochen, AuszeichnungChartplatzierungen (Jahr, Titel, Album, Platzierungen, Wochen, Auszeichnungen, Anmerkungen) | Höchstplatzierung, Gesamtwochen, AuszeichnungChartplatzierungen (Jahr, Titel, Album, Platzierungen, Wochen, Auszeichnungen, Anmerkungen) | Anmerkungen                                                              |
| Jahr | Titel Album                                      | DE | AT | CH | UK | Anmerkungen                                                              |
| ---- | ------------------------------------------------ | --- | --- | --- | --- | ------------------------------------------------------------------------ |
| 2005 | Limbo Dance Ballermann Hits Party 2006 (Sampler) | DE98 (1 Wo.)DE | — | — | — | Erstveröffentlichung: 29. August 2005 DJ Ostkurve feat. David Hasselhoff |

Weitere Gastbeiträge
- 2002: (I’ve Had) The Time of My Life (Patricia Paay & David Hasselhoff)
- 2004: Please Come Home For Christmas (Gwen mit David Hasselhoff)
- 2006: You’re Not Guilty (DJ Peter Presta feat. David Hasselhoff)
- 2017: Guardians Inferno (The Sneepers feat. David Hasselhoff)
- 2020: Through the Night (CueStack feat. David Hasselhoff)
- 2021: Keep Spinning (DJ Wheelz feat. David Hasselhoff)

## Videoalben
- 1989: Hasselhoff Video
- 1990: The Best of … (DE: Gold, Verkäufe: + 25.000)
- 1991: Live Freedom Tour ’90
- 1993: Behind the Scenes
- 2002: Live & Forever
- 2005: Sings America
- 2010: The Hoff Is Back

## Autorenbeteiligungen
- Jeremy Jackson
  - 1994: You Can Run

## Statistik

### Chartauswertung
|                     | DE     | AT     | CH     |
| ------------------- | ------ | ------ | ------ |
| Nummer-eins-Alben   | DE—DE  | AT3AT  | CH1CH  |
| Top-10-Alben        | DE4DE  | AT6AT  | CH3CH  |
| Alben in den Charts | DE11DE | AT14AT | CH13CH |

|                       | DE    | AT     | CH    | UK    |
| --------------------- | ----- | ------ | ----- | ----- |
| Nummer-eins-Singles   | DE1DE | AT2AT  | CH1CH | UK—UK |
| Top-10-Singles        | DE3DE | AT4AT  | CH3CH | UK1UK |
| Singles in den Charts | DE9DE | AT10AT | CH7CH | UK2UK |

### Auszeichnungen für Musikverkäufe
Anmerkung: Auszeichnungen in Ländern aus den Charttabellen bzw. Chartboxen sind in ebendiesen zu finden.
| Land/RegionAuszeichnungen für Musikverkäufe (Land/Region, Auszeichnungen, Verkäufe, Quellen) | Gold     | Platin       | Verkäufe  | Quellen           |
| -------------------------------------------------------------------------------------------- | -------- | ------------ | --------- | ----------------- |
| Deutschland (BVMI)                                                                           | 2× Gold2 | 4× Platin4   | 2.275.000 | musikindustrie.de |
| Österreich (IFPI)                                                                            | 5× Gold5 | 6× Platin6   | 425.000   | ifpi.at           |
| Schweiz (IFPI)                                                                               | 2× Gold2 | 7× Platin7   | 400.000   | hitparade.ch      |
| Insgesamt                                                                                    | 9× Gold9 | 17× Platin17 |           |                   |